# Bonaire
Bonaire (papiamentsky: Boneiru) je jeden z ostrovů bývalých Nizozemských Antil, v současnosti je součástí Nizozemska. Má rozlohu 288 km² a žije na něm okolo dvaceti tisíc obyvatel. Leží v jižní části Karibského moře před pobřežím Venezuely, patří do jižní části Závětrných ostrovů a je součástí Malých Antil. Hlavním městem Bonaire je Kralendijk a nejstarší usedlost je Rincon. Spolu s ostrovy Saba a Svatý Eustach tvoří tzv. Karibské Nizozemsko – správně-administrativní seskupení těchto tří ostrovů, které mají postavení zvláštního správního obvodu Nizozemska.

## Historie
Původními obyvateli ostrova byl aravacký kmen Caquetio, po kterém se zachovaly četné skalní malby. Z jejich jazyka pochází výraz bonay (nízká země), který byl později upraven na francouzské bonaire (dobrý vzduch). Roku 1499 zde přistál Alonso de Hojeda, ostrov ovládli Španělé, kteří většinu původních obyvatel odvezli jako otroky na ostrov Hispaniola a začali zde pěstovat dobytek. Roku 1636 je vyhnali Nizozemci, ostrov se stal střediskem pěstování kukuřice a sběru soli. Otrokářství bylo zrušeno roku 1862. Po druhé světové válce byla založena velké textilka firmy Schunck a ropná rafinerie. V roce 2010 proběhlo referendum, po kterém zaniklo zámořské území Nizozemské Antily a Bonaire spolu se sousedním ostrůvkem Klein Bonaire se stalo integrální součástí Nizozemska.

## Symboly
Bonaire, součást Karibského Nizozemska, závislého území Nizozemského království, které užívá pouze nizozemské symboly, užívá své vlastní symboly.

### Vlajka
Bonairská vlajka je tvořena listem o poměru stran 2:3 s tmavomodrým trojúhelníkem, který zabírá pravou dolní polovinu vlajku, dále menším žlutým trojúhelníkem v levém horní rohu. Trojúhelníky jsou odděleny bílým pruhem, ve kterém je umístěn černý kompas a šesticípou červenou hvězdu.

### Hymna
Bonairská hymna je píseň v jazyce Papiamento Tera di Solo y Suave Biento (nizozemsky Het land van Zon en Zachte Wind, česky Země slunce a měkkého větru). Text hymny napsal Hubert Booi.

## Geografie
S ostrovy Aruba a Curaçao tvoří Bonaire skupinu ABC ostrovů – jižní část Malých Antil. Ačkoliv se zde běžně hovoří papiamentsky, anglicky a španělsky, je úředním jazykem nizozemština.

## Přírodní podmínky
Ostrov je tvořen převážně vápencem a pískovcem, obklopuje ho korálový útes. Pobřeží je nízké, lemované mangrovy a slanými jezírky, ve vnitrozemí dominují skalnaté pahorky porostlé kaktusy, nejvyšším bodem je Brandaris Hill s nadmořskou výškou 241 m. Podnebí je horké, suché a větrné, teploty se pohybují celoročně okolo 27 °C, na rozdíl od většiny Karibiku se ostrovu vyhýbají hurikány. Základem zdejší ekonomiky je cestovní ruch, ale oproti sousedním ostrovům se Bonaire místo na masovou turistiku zaměřuje na milovníky neporušené přírody a vyznavače vodních sportů: provozuje se potápění, kitesurfing a jachting. Panují přísné předpisy na ochranu životního prostředí, na jejichž dodržování dohlíží nezisková organizace STINAPA (lodě například mají zakázáno vyhazovat kotvy, aby neponičily korálové útesy). Okolní moře je od roku 1979 chráněným územím, severní pětinu ostrova zaujímá národní park Washington Slagbaai, vyhlášený roku 1969. Typickým ptákem je plameňák karibský (až dvacet tisíc kusů), po kterém je pojmenováno také místní letiště Flamingo International Airport, žije zde také vzácný amazoňan žlutoramenný. Většinu dopravy zajišťují osli, turistickou atrakcí je útulek pro přestárlé osly, který zřídila roku 1993 Malina Melisová.

## Galerie

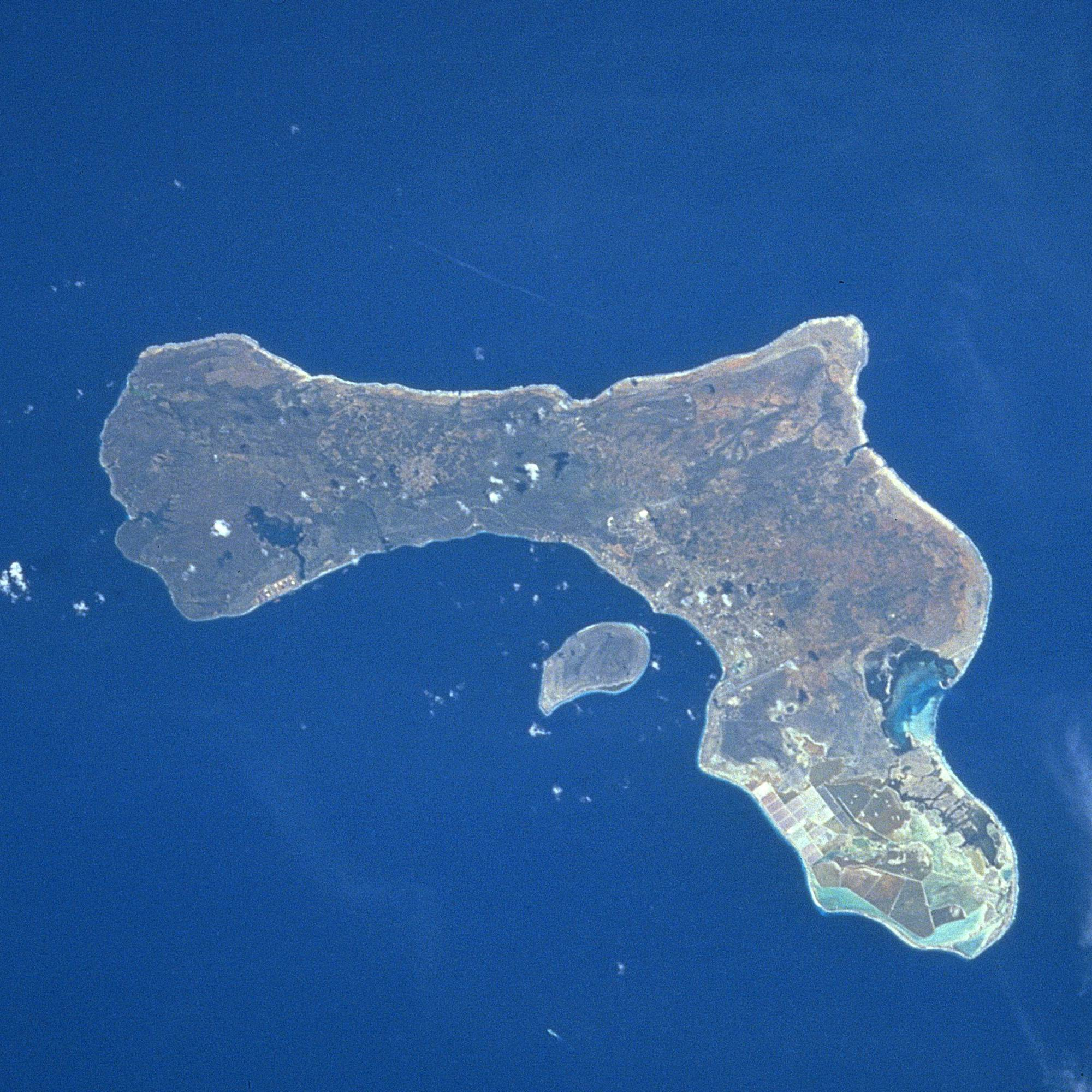
Letecký snímek ostrova
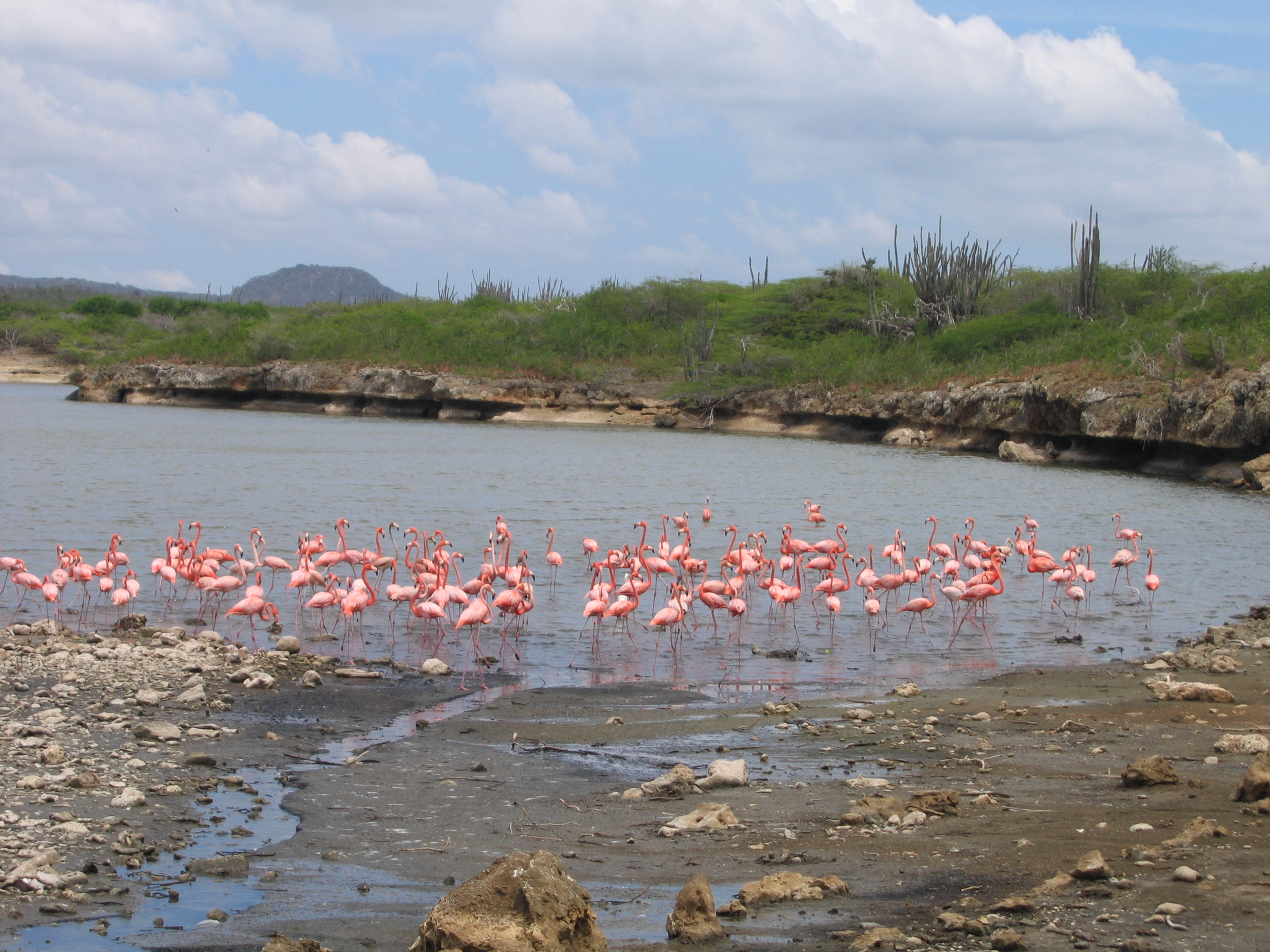
Plameňáci
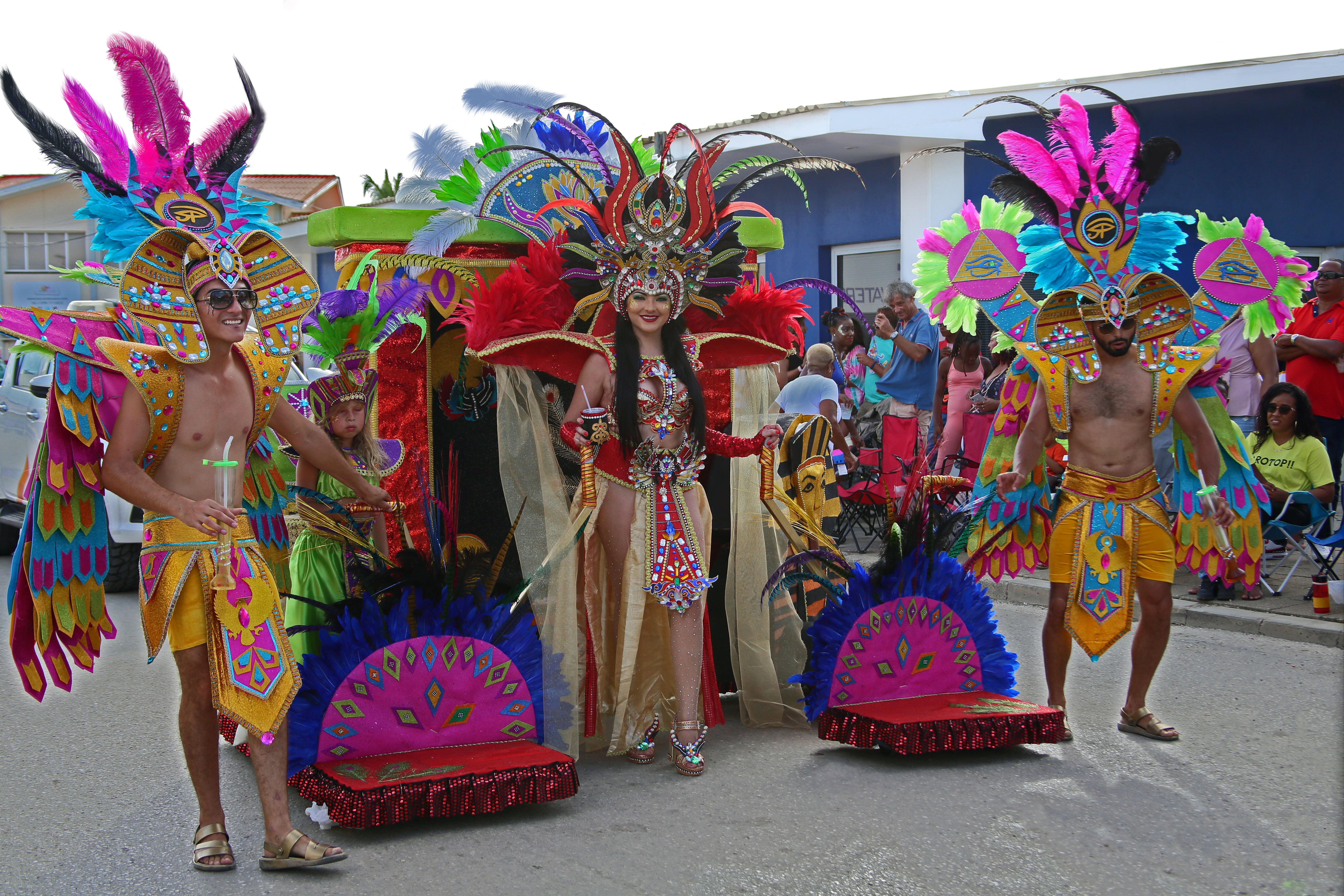
Zdejší karneval
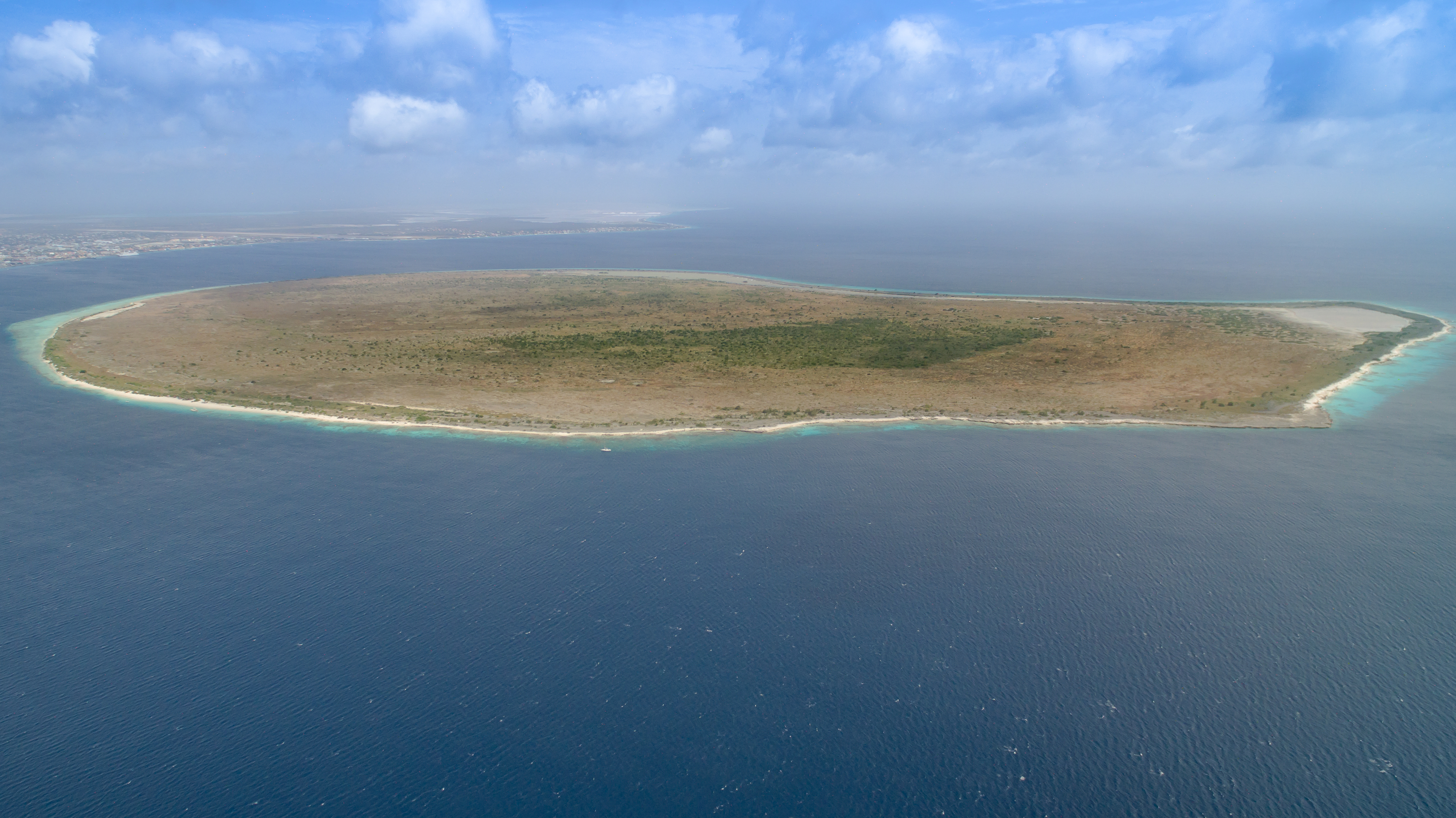
Ostrov Klein Bonaire
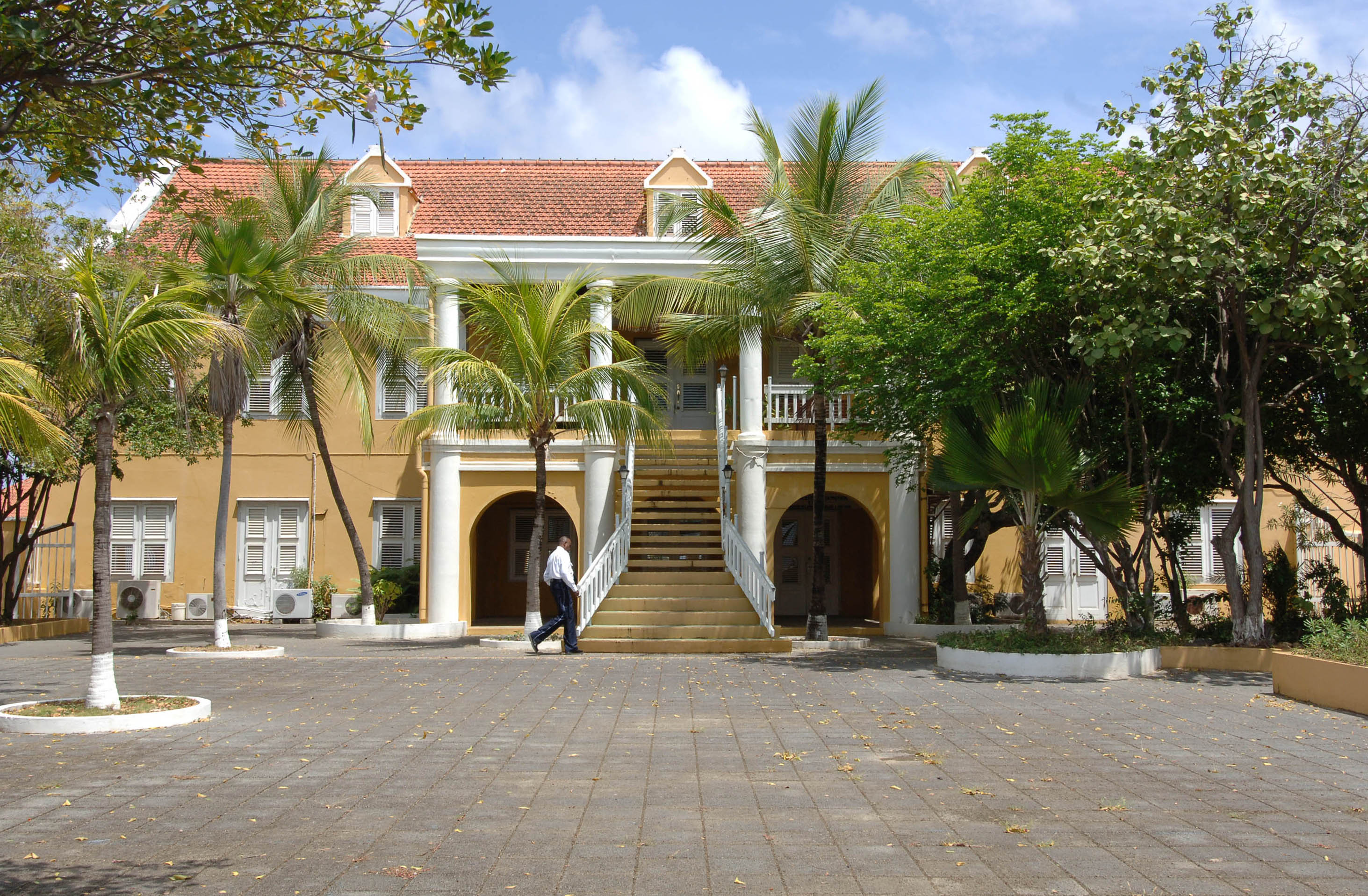
Guvernérská budova v Kralendijku na Bonairu